# Dead Ringers
Dead Ringers (conocida por su título original o como Inseparables, Pacto de Amor o Mortalmente Parecidos en español) es una película que combina los géneros de terror psicológico y drama. Producción canadiense de 1988 dirigida por David Cronenberg, adaptación del libro Gemelos (Twins) de Bari Wood y Jack Geasland. La película está protagonizada por Jeremy Irons, que interpreta a dos hermanos gemelos, Elly y Bev Mantle.

## Argumento
La película narra la historia de Elliot y Beverly Mantle, ginecólogos y gemelos idénticos que operan conjuntamente en una clínica de gran éxito en Toronto. Ambos están especializados en el tratamiento de los problemas de fertilidad femenina. Elliot, el más seguro, extrovertido y cínico de los gemelos, seduce a las mujeres que acuden a la Clínica Mantle. Cuando se cansa de ellas, las mujeres pasan al introvertido, tímido y pasivo Beverly, sin que las mujeres se percaten del cambio. 
Una actriz, Claire Niveau, llega a la clínica aquejada de infertilidad. Resulta que Claire tiene un "cuello uterino trifurcado", lo que significa que probablemente no podrá tener hijos. Elliot seduce a Claire y luego le pide a Beverly que duerma con ella. Sin embargo, Beverly se apega emocionalmente a Claire, y esto altera la relación entre los gemelos. Beverly también comienza a abusar de medicamentos junto con Claire, gracias a su condición de médico. Cuando Claire descubre que Elliot se ha aprovechado sexualmente de ella haciéndose pasar por Beverly, se enfada y confronta a ambos en un restaurante, pero luego decide continuar una relación con Beverly exclusivamente.
Tras estos hechos, Claire deja temporalmente la ciudad para trabajar en otra película. El creer erróneamente que le engaña, induce a Beverly a caer en una depresión, a un mayor abuso de medicamentos y a delirios paranoicos sobre "mujeres mutantes" con genitales anormales y deformes. Beverly busca a un artista metalúrgico, Anders Wolleck, y le encarga un conjunto de extraños "instrumentos ginecológicos" para operar a estas mujeres mutantes. Cuando Beverly asalta a una paciente durante una cirugía utilizando una de esas herramientas, la junta del hospital revoca la licencia de los gemelos.
Teniendo su carrera médica totalmente arruinada, Elliot encierra a Beverly en la clínica e intenta desintoxicarlo, tomando él también píldoras para "sincronizar" su torrente sanguíneo. Cuando Claire regresa, Beverly sale de la clínica para estar con ella. Después de recuperar su sobriedad, está preocupado por su hermano y regresa a la clínica. Allí encuentra el lugar en un caos y a Elliot abatido y ebrio. Sus roles se invierten ya que Beverly ahora debe cuidar a Elliot. Drogado y desesperado, celebran un falso cumpleaños y Elliot se ofrece voluntario para ser asesinado, con la intención de "separar a los gemelos siameses". Beverly destripa a Elliot con el mismo instrumento que había utilizado para asaltar a su paciente en la sala de operaciones.
Poco después, Beverly se recompone, sale de la clínica y llama a Claire en un teléfono público. Cuando ella pregunta: "¿Quién es?", Beverly cuelga el teléfono, regresa a la clínica y muere en los brazos inertes de su hermano Elliot.

## Reparto
- Jeremy Irons como Beverly Mantle / Elliot Mantle.
  - Jonathan y Nicholas Haley como Beverly / Elliot de jóvenes.
- Geneviève Bujold como Claire Niveau.
- Heidi von Palleske como Cary.
- Barbara Gordon como Danuta.
- Shirley Douglas como Laura.
- Stephen Lack como Anders Wolleck.
- Nick Nichols como Leo.
- Lynne Cormack como Arlene.
- Damir Andrei como Birchall.
- Miriam Newhouse como Mrs. Bookman
- Jill Hennessy como Mimsy.
- Jacqueline Hennessy como Coral.

## Producción

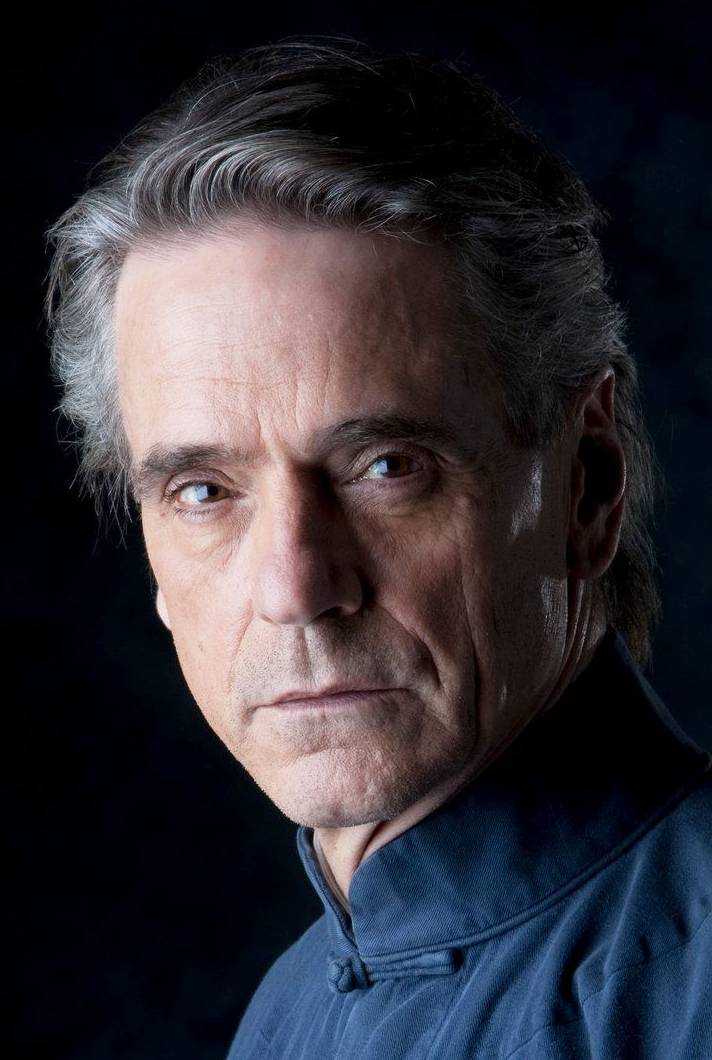
Jeremy Irons interpretó los dos roles protagonistas.

Aunque Dead Ringers se basa enormemente en el caso de Stewart y Cyril Marcus, el director Peter Greenaway comentó que Cronenberg le hizo preguntas sobre su película A Zed & Two Noughts durante dos horas antes de comenzar la producción de Dead Ringers ocho meses después.
En los comentarios del DVD, Irons afirma que Robert De Niro rechazó el papel protagonista porque no se sentía cómodo con el argumento de la película, y William Hurt también rechazó el papel porque "interpretar un solo papel ya es difícil de por sí". En esta película debutaría Jill Hennessy: tanto ella como su hermana gemela Jacqueline interpretan a dos prostitutas en una escena del film. Jill proseguiría su carrera con su emblemático papel como Claire Kincaid en la serie de televisión Law & Order.
Durante el rodaje, Irons tuvo a su disposición dos vestuarios diferentes, cada uno con un conjunto de vestuario distinto para interpretar sus dos personajes. Sin embargo, teniendo en cuenta que el actor afirmó que "el propósito de la película es que en algunos puntos de la historia sea difícil distinguir quien es quien", eligió utilizar solo unos de los vestuarios y mezclar ambos conjuntos. El actor utilizaría la técnica Alexander para dotar a cada personaje de una apariencia distinta.
Se rodaría una segunda escena onírica en la que un gemelo parásito emerge del estómago de Beverly pero esta secuencia no se utilizó en el montaje final de la película.

## Recepción
Roger Ebert otorgó al film dos estrellas y media, afirmando que la película era como "la mezcla entre una escuela de medicina y un periódico sensacionalista", y que la película era incómoda pero interesante para sus amigas. Ebert alabó a Irons por hacer cada gemelo único y diferente. La revista Variety dijo que Irons interpretó a los gemelos con gran maestría. En el The Washington Post, Desson Howe definió el film como "desquiciante pero fascinante". En la misma publicación, Rita Kempley describió el film como "la pesadilla de cualquier mujer convertida en un thriller perturbador", y que era como "pararse a mirar un accidente de trafico, temeroso de la posibilidad de ver algo. Es una película muy sórdida que se vuelve ridícula, dolorosa, incoherente y tediosa". La película goza de un 83% en Rotten Tomatoes, con 36 críticas.
De toda la filmografía de Cronenberg, es la película favorita del director surcoreano Chan-wook Park. En 1999, en la revista Rolling Stone, la película apareció en el puesto 95 de la lista "100 Maverick Movies". Total Film incluyó a Dead Ringers en el puesto 35 en su lista de "50 Greatest Horror Movies of All Time" mientras Entertainment Weekly la colocó en el puesto 20th de su lista "The 25 scariest movies of all time".  Es considerada una de las "The Top 10 'True-Story' Horror Movies of All-time!" por la web Bloody Disgusting.
En 1993, el Toronto International Film Festival hizo una lista de las 10 mejores películas canadienses de la historia, en la que el director del festival, Piers Handling, señaló que faltaban películas de Cronenberg, ya que tanto  Dead Ringers como Videodrome dividieron a los votantes, por lo que ninguna de las dos películas logró el número suficiente de votos para aparecer en la lista. Dead Ringers alcanzaría el sexto puesto de la lista durante 2004, y séptimo en 2015.

### Premios
Irons ganó el premio de la crítica como mejor actor por Dead Ringers, y cuando el actor ganaría el Óscar al mejor Actor en 1991 por Reversal of Fortune, reconoció a Cronenberg en su discurso de agradecimiento.
| Premio                               | Categoría                 | Premiado(s)                                                               | Resultado | Ref(s)        |
| ------------------------------------ | ------------------------- | ------------------------------------------------------------------------- | --------- | ------------- |
| Chicago Film Critics Association     | Mejor Actor               | Jeremy Irons                                                              | Ganador   | [ 18 ]        |
| Genie Awards                         | Mejor Película            | David Cronenberg y Marc Boyman                                            | Ganador   | [ 19 ] [ 20 ] |
| Genie Awards                         | Mejor Dirección           | David Cronenberg                                                          | Ganador   | [ 19 ] [ 20 ] |
| Genie Awards                         | Mejor Guion Adaptado      | David Cronenberg y Norman Snider                                          | Ganador   | [ 19 ] [ 20 ] |
| Genie Awards                         | Mejor Actor               | Jeremy Irons                                                              | Ganador   | [ 19 ] [ 20 ] |
| Genie Awards                         | Mejor Actriz              | Geneviève Bujold                                                          | Nominada  | [ 19 ] [ 20 ] |
| Genie Awards                         | Mejor Montaje             | Ronald Sanders                                                            | Ganador   | [ 19 ] [ 20 ] |
| Genie Awards                         | Mejor Dirección Artística | Carol Spier                                                               | Ganador   | [ 19 ] [ 20 ] |
| Genie Awards                         | Mejor Cinematografía      | Peter Suschitzky                                                          | Ganador   | [ 19 ] [ 20 ] |
| Genie Awards                         | Mejor Diseño de Vestuario | Denise Cronenberg                                                         | Nominada  | [ 19 ] [ 20 ] |
| Genie Awards                         | Mejor Banda Sonora        | Howard Shore                                                              | Ganador   | [ 19 ] [ 20 ] |
| Genie Awards                         | Mejor Sonido              | Bryan Day, Andy Nelson y Don White                                        | Ganador   | [ 19 ] [ 20 ] |
| Genie Awards                         | Mejor Edición de Sonido   | Terry Burke, Richard Cadger, Wayne Griffin, David Evans y David Giammarco | Ganador   | [ 19 ] [ 20 ] |
| Los Angeles Film Critics Association | Mejor Director            | David Cronenberg                                                          | Ganador   | [ 21 ]        |
| Los Angeles Film Critics Association | Mejor Actriz de Reparto   | Geneviève Bujold                                                          | Ganador   | [ 21 ]        |
| National Society of Film Critics     | Mejor Guion               | David Cronenberg                                                          | 2º puesto | [ 22 ]        |
| New York Film Critics Circle         | Mejor Película            | David Cronenberg                                                          | 3º puesto | [ 23 ]        |
| New York Film Critics Circle         | Mejor Actor               | Jeremy Irons                                                              | Ganador   | [ 23 ]        |